# 201P/LONEOS
201P/LONEOS, komet Jupiterove obitelji